# 임월인
임월인(任越人, ? ~ ?) 또는 임월(任越), 임류(任類)는 전한 중기의 관료로, 개국공신 임오의 후손이다.

## 행적
건원 4년(기원전 137년), 아버지 임단의 뒤를 이어 광아후(廣阿侯)에 봉해졌다.
원정 2년(기원전 115년), 태상이 되었으나 종묘에서 쓸 술이 상한 책임을 물어 면직되고 봉국은 폐지되었다.

## 출전
- 사마천, 《사기》
  - 권18 고조공신후자연표
  - 권96 장승상열전
- 반고, 《한서》
  - 권16 고혜고후문공신표
  - 권19하 백관공경표 下
  - 권42 장주조임신도전

| 전임 왕충 | 전한의 태상 기원전 115년 | 후임 주중거 |

| 전임 아버지 광아경후 임단 | 전한의 광아후 기원전 136년 ~ 기원전 115년 | 후임 (봉국 폐지) |